# Diocèse de Ponce
Le diocèse de Ponce (en latin : Dioecesis Poncensis ; en espagnol : Diócesis de Ponce) est un diocèse de l'Église catholique de Porto Rico, suffragant de l'archidiocèse de San Juan de Puerto Rico.

## Territoire
Le diocèse s'étend dans la sud de l'île de Porto Rico avec un territoire de 830 km2 divisé en 43 paroisses. Le siège épiscopal est à Ponce où se trouve la cathédrale Notre-Dame-de-Guadalupe, qui est placée sous ce vocable car Notre-Dame de Guadalupe est la patronne du diocèse.

## Histoire
Le diocèse est érigé le 21 novembre 1924 par la bulle Ad Sacrosancti Apostolatus Officium du pape Pie XIen prenant sur le territoire du diocèse de San Juan de Puerto Rico. Initialement placé sous exemption, il devient suffragant de San Juan de Puerto Rico le 30 avril 1960, lorsque ce dernier est élevé au rang d'archidiocèse par la bulle Cum apostolicus du pape Jean XXIII; dans le même temps, il cède une portion de son territoire pour la création du diocèse d'Arecibo.
Le 4 novembre 1964, il donne une partie de territoire pour l'érection du diocèse de Caguas créé par la bulle Quod Munus de Paul VI. Il cède de nouveau des portions de territoire le 1er mars 1976 pour l'établissement du diocèse de Mayagüez en vertu de la bulle Qui arcano Dei de Paul VI,.

## Évêques
- Edwin Byrne (en) (1925-1929) nommé évêque de San Juan de Puerto Rico[5]
- Aloysius Joseph Willinger (en), C.Ss.R (1929-1946) nommé évêque coadjuteur de Monterey-Fresno
- James Edward McManus (en), C.Ss.R (1947-1963)
- Luis Aponte Martínez (1963-1964) nommé archevêque de San Juan de Puerto Rico
- Juan Fremiot Torres Oliver (en) (1964-2000)
- Ricardo Antonio Suriñach Carreras (en) (2000-2003)
- Félix Lázaro Martínez (en), Sch.P (2003-2015)
- Rubén González Medina (en), C.M.F (2015-)